# 野村修也
野村 修也（のむら しゅうや、1962年4月12日 - ）は、日本の法学者、弁護士。専門は海事法・商法・保険法・会社法。学位は法学修士。中央大学大学院法務研究科教授。コメンテーターとしてテレビにも出演している。ノースプロダクション所属。北海道函館市出身。永井和之門下。

## 人物
北海道函館市生まれ。北海道教育大学附属函館中学校、函館ラ・サール高等学校、中央大学法学部卒業。1987年同大学院にて法学修士を取得。博士課程に進んだが、1989年西南学院大学法学部の専任講師職となり中退。同大学助教授を経て、1998年に中央大学法学部教授。学内では陸上競技部の部長を務め、箱根駅伝での同大学復活を推進。また、旧制度下の特例弁護士(学者経験を条件に司法試験及び司法修習考試を経ずに登録される弁護士)として、2004年に弁護士登録し第二東京弁護士会に所属した。同年には森・濱田松本法律事務所の客員弁護士となる。
また、法制審議会会社法（現代化関係）部会幹事として2006年に施行した会社法の成立にも尽力した。その他、経済財政諮問会議の専門委員として国の資産債務改革にも努めた。現在は、郵政民営化委員会委員として日本郵政公社の民営化プロセスを監視している。また、新司法試験の開始前から問題の在り方の検討に携わり、第1回の新司法試験から現在まで考査委員を務めている。
国民年金の不正免除事件では厚生労働省の調査委員を務め、5000万件の「宙に浮いた」年金記録問題についての調査委員を歴任。その後、福田康夫内閣総理大臣（当時）の特命を受け、舛添要一厚生労働大臣の下に設置された「年金記録問題特別チーム」の室長に就任した。このチームは、伊藤達也首相補佐官（当時）と連携しながら、年金記録問題の解決の道筋を検討するとともに、社会保険庁の保管する紙台帳の現況調査や年金記録の遡及訂正案件のデータ調査などを実施し、福田総理（当時）へ報告した。その後、福田改造内閣の発足時に、いったんチームは解散するが、麻生内閣の発足と同時に年金記録の改ざん問題が社会的関心を呼んだため、2008年10月6日、舛添要一労働大臣直轄の組織として「標準報酬遡及訂正事案等に関する調査委員会」が組織され、その調査委員長に就任した。同年11月28日に、同調査委員会は、年金記録の改ざん問題について、「現場レベルでの『組織性』」を認定する報告書（野村委員会報告書とか、野村レポートなどと呼ばれる）を公表した。
2007年には行政改革推進本部の「官民人材交流センター」の制度設計に参加したほか、2008年には社会保険庁の後継組織である日本年金機構の設立に尽力した。民主党政権の下でも、2011年には、行政刷新会議における独立行政法人改革のWGに参加し、独立行政法人の評価にあたった。2011年12月には、福島原子力発電所事故調査委員会の委員に任命され、同委員会の主査として報告書の取りまとめにあたった。その他、経団連や全国銀行協会、各省庁等で、会社法、コンプライアンスに関する講演を行っている。テレビのニュース番組に解説者として出演することもある。2010年秋には、日本テレビ系ドラマ「黄金の豚-会計検査庁 特別調査課-」の監修も務めた。
2017年に日本ゴルフツアー機構（JGTO）理事に就任し、2018年度は監事を務めている。

## 不祥事

### 大阪市役所職員への違法な調査
2012年1月に橋下徹・大阪市長より大阪市特別顧問に任命され、市長・市職員・市会議員らから完全に独立した「第三者調査チーム」を率いて、市職員の政治活動や労働組合活動の調査を実施した。同年3月1日には「大阪市役所で発見された違法ないし不適正行為について（調査中間報告）」を公表し、4月2日には最終報告「大阪市政における違法行為等に関する調査報告」を公表し、大阪市役所の“職場環境の適正化”に向けた提言を行った。2月10日から2月16日にかけて、調査チームは、大阪市の全職員に対して、政治活動や労働組合活動についてのアンケートを実施した。大阪市の市労働組合連合会が大阪府労働委員会に対して救済を申し立てたことから、野村は2月17日に記者会見し、府労委の審査の推移を見守るとして、調査の凍結を発表した。府労委は2月22日、アンケート本文に回答しない者は処分の対象となると書かれてあることから、調査が続行されれば救済の基礎が失われる恐れがあるなどとして、調査の続行を差し控えるよう勧告した。野村は、同年4月6日、「違法とは思っていないが、職員への説明にはもう少し配慮すべきだった」として，公開の作業によりアンケートを未開封のままシュレッダーにかけるなどして廃棄した。大阪市特別顧問は同年4月9日に任期満了のため退任した。
この2012年の大阪市職員に対する政治活動や組合活動についての強制的なアンケートを実施したことに関し、延べ656人の弁護士が、第二東京弁護士会に『基本的人権を侵害し、弁護士の「品位を失うべき非行」にあたる』として野村の懲戒処分を請求した。第二東京弁護士会は審査の結果、2018年7月17日に野村に業務停止1か月の懲戒処分を下した。これに先立ち大阪高裁は、2015年12月16日付判決で、このアンケートはプライバシー権、政治活動の自由及び団結権を侵害する違法な内容のものであったとし（判決理由第３の５項末尾）、同人は法令に精通しなければならないことを職責とする弁護士であることを踏まえるとアンケートを作成しその実施に関与したことにつき過失があったと認定した上で（同７項（１））、同人は大阪市の公務員としてこれを行ったものであるとし、公務員個人は賠償責任を負わないとの国家賠償法の規定を適用して、市への損害賠償請求は認めたものの野村個人への損害賠償請求は棄却した（同項（２）（３））。

## 発言・主張

### 「捜査は行政が行うわけではなく」発言
野村は2017年4月11日にツイッターで、殺人予備罪・内乱予備罪について言及したポストを引用した上で、『捜査は行政が行うわけではなく、しかも今回の改正は例えばおとり捜査のような捜査手法の変更を伴うものでもありません。』と発言した。
この発言について京葉弁護士法人は、警察も検察も行政機関であることは、司法試験受験生でも皆知っているレベルの常識だと指摘した。

## 主な職歴など
- 1989年 - 西南学院大学法学部専任講師
- 1992年 - 西南学院大学法学部助教授
- 1998年
  - 中央大学法学部教授
  - 金融監督庁検査部（現金融庁検査局）非常勤参事
- 2000年 - 日本海法学会理事
- 2001年 - 日本私法学会運営委員
- 2002年
  - 金融庁顧問（金融問題タスクフォースメンバー）
  - 法務省法制審議会会社法(株券不発行等)部会幹事
- 2003年
  - 金融庁コンプライアンス対応室（現法令等遵守調査室）長
  - 法務省法制審議会会社法 (現代化関係) 部会幹事
- 2004年
  - 中央大学法科大学院教授
  - 森・濱田松本法律事務所客員弁護士
  - 法務省新司法試験問題検討会委員
- 2005年
  - 日本学術会議民事法研究連絡委員会委員
  - 法務省新司法試験考査委員
  - 金融庁金融審議会委員
  - 金融庁保険商品の販売勧誘のあり方に関する検討チーム座長
  - 金融庁情報技術革新に対応した金融制度の諸課題に関するワーキンググループ座長
  - 金融庁検査局意見申出審理会委員
  - 内閣府国民生活審議会臨時委員
- 2006年
  - 総務省顧問（法令等遵守調査室長）
  - 郵政民営化委員会委員
  - 日本学術会議連携会員
  - 法務省法制審議会電子債権法部会幹事
  - 法務省法制審議会保険法部会幹事
  - 金融庁貸金業制度等に関する懇談会メンバー
  - 内閣府経済財政諮問会議専門委員（資産債務改革）
  - 総務省通信・放送問題タスクフォースメンバー
  - 法務省新司法試験考査委員
- 2007年
  - 内閣多重債務者対策本部・有識者会議メンバー
  - 金融庁我が国金融・資本市場の国際化に関するスタディグループメンバー
  - 総務省年金記録問題検証委員会委員
  - 内閣府経済財政諮問会議地域力再生機構研究会委員
  - 内閣官房官民人材交流センター制度設計有識者会議委員
  - 金融庁決済に関する研究会メンバー
  - 内閣官房年金業務・組織再生会議委員
  - 経済産業省京都クレジット流通基盤整備検討会メンバー
  - 金融庁契約監視委員会委員長
  - 法務省新司法試験考査委員
- 2008年
  - 環境省自主参加型国内排出量取引制度検討会メンバー
  - 厚生労働大臣特別チーム室長
  - 厚生労働大臣直属「標準報酬遡及訂正事案等に関する調査委員会」委員長
  - 日本年金機構設立委員
  - 国土交通省・住宅金融のあり方に係る検討会メンバー
  - 内閣官房内閣総務室付（伊藤達也内閣総理大臣補佐官付）(併任)(〜2008年9月)
  - 金融庁・保険の基本問題に関するワーキンググループ座長代理
  - 総務省・ICTビジョン懇談会メンバー
  - 金融庁参与(公認会計士・監査審査会事務局　公認会計士・監査審査会法令等遵守調査室長)
  - 金融庁・金融審議会委員(再任)
  - 郵政民営化推進本部郵政民営化委員会委員(再任)
  - 金融庁・金融審議会金融分科会第一部会、第二部会委員(再任)
  - 法務省新司法試験考査委員
- 2009年
  - 日弁連・企業の社会的責任（CSR）と内部統制に関するプラクティスグループメンバー
  - 法務省新司法試験考査委員
- 2010年
  - 法務省・法制審議会会社法制部会幹事
  - 日本証券業協会・社債市場の活性化に関する懇談会第1部会（証券会社の引受審査の見直し等）部会長
  - 法務省新司法試験考査委員
- 2011年
  - 公益財団法人日本生産性本部・日本創成会議主査
  - 内閣府・行政刷新会議　独立行政法人改革に関する分科会第2ワーキンググループ委員
  - 東京電力福島原子力発電所事故調査委員会委員（主査）
  - 法務省新司法試験考査委員
- 2012年
  - 大阪市特別顧問（第三者調査チームの最終報告を橋下市長に手交し、4月9日に任期満了にて退任）
  - 日本証券業協会・社債の価格情報インフラの整備等に関するワーキング・グループ主査
  - 法務省・司法試験考査委員、司法試験予備試験考査委員（～2013年）
  - 日弁連・司法制度調査会特別委嘱委員（社外取締役ガイドライン検討に関する件）（～2014年）
- 2013年
  - 東京都参与（～2014年）
  - 法務省・司法試験考査委員、司法試験予備試験考査委員（～2014年）
  - 経済産業省・平成25年度二国間クレジット制度に基づくクレジットの取引に関する研究会委員（～2014年）
- 2014年
  - 第三者委員会報告書格付け委員会委員
  - 法務省・法制審議会商法（運送・海商関係）部会委員（～2016年）
  - 厚生労働省顧問
- 2015年
  - 経済産業省・JCM（二国間クレジット制度）に基づくクレジットの取引に関する研究会メンバー
  - 厚生労働省・大学附属病院等の医療安全確保に関するタスクフォース 顧問
  - 日本年金機構不正アクセス事案検証委員会事務局長
  - 日弁連・司法制度調査会特別委嘱委員（社外取締役ガイドライン検討に関する件）（～2016年）
- 2016年
  - 公益社団法人商事法務研究会・会社法研究会委員
  - 国立研究開発法人日本原子力研究開発機構 契約監視委員会委員
  - 金融庁・金融モニタリング有識者会議メンバー
- 2017年
  - 法務省・法制審議会会社法制（企業統治等関係）部会委員
  - 内閣府・休眠預金等活用審議会委員

日本私法学会会員、日本海法学会理事、日本保険学会会員

## 出演番組
報道・情報番組
| 期間          | 期間          | 番組名                                                                  | 役職                                                      | 備考 |
| ------------- | ------------- | ----------------------------------------------------------------------- | --------------------------------------------------------- | --- |
| 2002年10月    | 現在          | 真相報道 バンキシャ!（日本テレビ）                                      | ゲストコメンテーター                                      | |
| 時期不明      | 2017年3月     | まーけっとNavi&ニュース（日テレNEWS24）                                 | レギュラー・コメンテーター                                | |
| 出演時期不明  | 出演時期不明  | デイリープラネット（日テレNEWS24）                                      | 木曜日コーナー『プラネットView 野村修也の木曜政経塾』担当 | |
| 2005年4月2日  | 2021年2月27日 | ウェークアップ!ぷらす（読売テレビ）                                     | ゲストコメンテーター                                      | |
| 2006年4月     | 現在          | Oha!4 NEWS LIVE（日本テレビ）                                           | VTR出演                                                   | |
| 2009年4月2日  | 現在          | かんさい情報ネットten.（読売テレビ）                                    | 木曜日コメンテーター                                      | |
| 2012年4月     | 現在          | キャッチ!（中京テレビ）                                                 | ゲストコメンテーター                                      | |
| 2012年10月    | 2018年7月13日 | news every.（日本テレビ）                                               | コメンテーター                                            | 2013年3月までは隔週火曜日に出演し、同年4月からは毎週金曜日に出演、同番組降板後も法律問題にて金曜日に随時出演            |
| 2015年4月     | 2016年3月     | あさチャン!（TBS）                                                      | 火曜日コメンテーター                                      | |
| 2017年10月    | 2024年9月     | サンデーLIVE!!（テレビ朝日・朝日放送→朝日放送テレビ・メ〜テレ共同制作） | コメンテーター                                            | |
| 2018年7月16日 | 現在          | 情報ライブ ミヤネ屋（読売テレビ）                                       | コメンテーター                                            | 火曜日を中心に出演 |
| 2018年10月    | 2021年2月     | 報道ステーション（テレビ朝日）                                          | 金曜日コメンテーター                                      | 2021年3月から『ウェークアップ』（読売テレビ制作・日本テレビ系列全国ネット番組）司会就任による負担を軽減する事に伴い降板 |
| 2021年3月6日  | 2024年3月30日 | ウェークアップ（読売テレビ）                                            | 司会                                                      | |
| 2023年8月26日 | 現在          | 朝生ワイド す・またん!（読売テレビ）                                    | ゲストコメンテーター                                      | |
| 2025年2月     | 現在          | 情報7daysニュースキャスター（TBSテレビ）                                | ゲストコメンテーター                                      | |

その他
- 野村修也のテレビ寺子屋（日テレNEWS24）
- 垣花正のあなたとハッピー!（ニッポン放送） - 不定期コメンテーター（火曜日に出演することが多い）
- 飯田浩司のOK! Cozy up!（ニッポン放送） - 2020年7月27日以降不定期コメンテーター

## 著作
- 『損害保険論』（有斐閣、2006年。ISBN 4641162689） - 木村栄一、平沢敦との共編
- 『年金被害者を救え』（岩波書店、2009年）ISBN 978-4-00-024302-5 C0036
- 『説得力を高めたい人のための法的思考入門』（PHP研究所、2024年3月27日）ISBN　978-4569855387